# The Killing Jar (singolo)
The Killing Jar è un singolo del gruppo musicale inglese Siouxsie and the Banshees, pubblicato nel settembre 1988  come secondo estratto dall'album Peepshow.

## Il disco
La canzone è un pezzo veloce che rispecchia l'orientamento da musica pop che Siouxsie and the Banshees stavano prendendo in quel periodo. Comunque, il brano contiene elementi di alternative rock e i caratteristici contenuti lirici criptici della band. Secondo Siouxsie, la canzone è stata ispirata da una tecnica usata dai collezionisti di farfalle per conservare la bellezza degli animali. The Killing Jar è stata leggermente remixata per la versione radiofonica, in particolare l'introduzione e le percussioni sull'intera canzone. La versione del singolo di The Killing Jar è stata inclusa nella compilation del 1992 Twice Upon a Time: The Singles.
Dopo la conquista del n° 1 su American modern rock radio del precedente singolo, Peek-a-Boo, The Killing Jar per poco non ha ripetuto l'impresa, raggiungendo il n° 2 della Hot Modern Rock Tracks di Billboard. Il singolo ha raggiunto il n° 41 della classifica britannica.
The Killing Jar è stato incluso anche nella colonna sonora del film canadese del 2013 Haunter.

## Tracce
Testi di Sioux, musiche di Siouxsie and the Banshees, tranne ove indicato.

### 7"
Lato A
1. The Killing Jar (testo: Severin)

Lato B
1. Something Wicked (This Way Comes)

### 12" (Lepidopteristic Mix)
Lato A
1. The Killing Jar (Lepidopteristic Mix)

Lato B
1. Something Wicked (This Way Comes)
2. Are You Still Dying Darling?

### CD
1. The Killing Jar - 3:59
2. Something Wicked (This Way Comes) - 4:20
3. Are You Still Dying Darling? - 4:41
4. The Killing Jar (Lepidopteristic Mix) - 6:42

## Formazione
- Siouxsie Sioux - voce
- Jon Klein - chitarra
- Steven Severin - basso
- Martin McCarrick – violoncello, tastiere
- Budgie - batteria, percussioni

## Classifiche
| Classifica (1988)         | Massima posizione |
| ------------------------- | ----------------- |
| Regno Unito               | 41                |
| Stati Uniti (alternative) | 2                 |
| Stati Uniti (dance)       | 37                |